# قبعة محبوكة
القبعة المحبوكة هي قبعة تحاك أصلاً من الصوف (على الرغم من أنها غالباً ما تكون من الألياف الاصطناعية)، وهي مصممة لتوفير الدفء في الطقس البارد. عادةً ما تكون القبعة المحبوكة بسيطة ومتدرجة، على الرغم من وجود العديد من المتغيرات.
توجد في جميع أنحاء العالم حيث يتطلب المناخ ملابس دافئة، تُعرف القبعات المحبوكة بأسماء محلية متنوعة. في الإنجليزية الكندية مثلاً، القبعة المحبوكة تسمى تُوكة.